# Jack în Țara Minunilor
Jack în Țara Minunilor este al douăzeci și patrulea episod al serialului de desene animate Samurai Jack.

## Subiect
Jack se luptă cu un monstru într-o mlaștină și după ce îl răpune, face baie într-o cascadă. Dar lăfăindu-se în apă, aude un zgomot suspect și constată că i-au dispărut hainele și sabia, lăsate pe mal. Un iepure alb tocmai se face nevăzut în tufișuri. Jack pornește în urmărirea iepurelui, cade printr-o gaură în pământ și se trezește într-un oraș subteran.
Rușinându-se de goliciunea lui, Jack ia hainele unui hoț, precum și sacul acestuia plin cu pisici. De aceea, este urmărit de o ceată de localnici furioși, cărora hoțul le furase pisicile. Jack se urcă într-un balon-taxi să scape de aceștia, apoi vede iepurele și sare jos, este găsit iar de ceata furioasă și se costumează în Prințesa de Cupă ca să scape de ei. Astfel costumat, ajunge pe o scenă de teatru unde bate măr un balaur în pielea căruia se aflau niște actori, crezând că acesta e Aku. Reperează iar iepurele și îl urmărește într-un tren, rămas iar aproape gol, căci hainele de prințesă îi fuseseră smulse ca suveniruri de niște copii. Niște polițiști îl urmăresc din cauza goliciunii sale și Jack ia locul mecanicului pentru a scăpa de ei. Dar nu știe să conducă trenul și face accident. Se ia iar după iepure și pătrunde în vizuina lui, unde constată că iepurele era de fapt rucsacul unei fetițe, care trăia singură și voia să ia bani pe hainele și pe sabia lui.
Recuperându-și lucrurile, Jack îi dăruiește în schimb fetiței colții monstrului ucis în mlaștină.